# Seger (vinst)
| Seger (vinst, triumf)                                                                                                |
| --- |
| - Betydelse – uppenbar framgång i konkurrens eller tävling - Olika ord – triumf, vinst - Motsats – nederlag, förlust |

Seger, vinst eller triumf syftar på uppenbar framgång i en kamp eller tävling av något slag. Den som segrar (vinner) når längre än medtävlarna i kampen, och belöningen för detta kan vara i form av medalj, pengar och/eller ära.
I samband med en militär konflikt kan segrar delas in i strategiska och taktiska segrar. En strategisk seger uppnås genom framgång i ett fälttåg, medan en taktisk seger uppnås genom seger i ett fältslag.
En seger leder i regel till starka positiva känslor. En triumf i militära sammanhang kan följas av ett triumftåg, och en seger vid en löp- eller motortävling leder ibland till ett ärevarv.
Motsatsen till seger kallas nederlag, motsatsen till vinst benämns förlust, och den som lider förlust förlorare.
Ordet seger finns i svensk skrift sedan äldre fornsvensk tid. Det stavades i fornsvenskan sigher eller segher.